# Adelobotrys linearifolia
Adelobotrys linearifolia är en tvåhjärtbladig växtart som beskrevs av Antonio Lorenzo Uribe Uribe. Adelobotrys linearifolia ingår i släktet Adelobotrys och familjen Melastomataceae. Inga underarter finns listade i Catalogue of Life.